# استنتاج

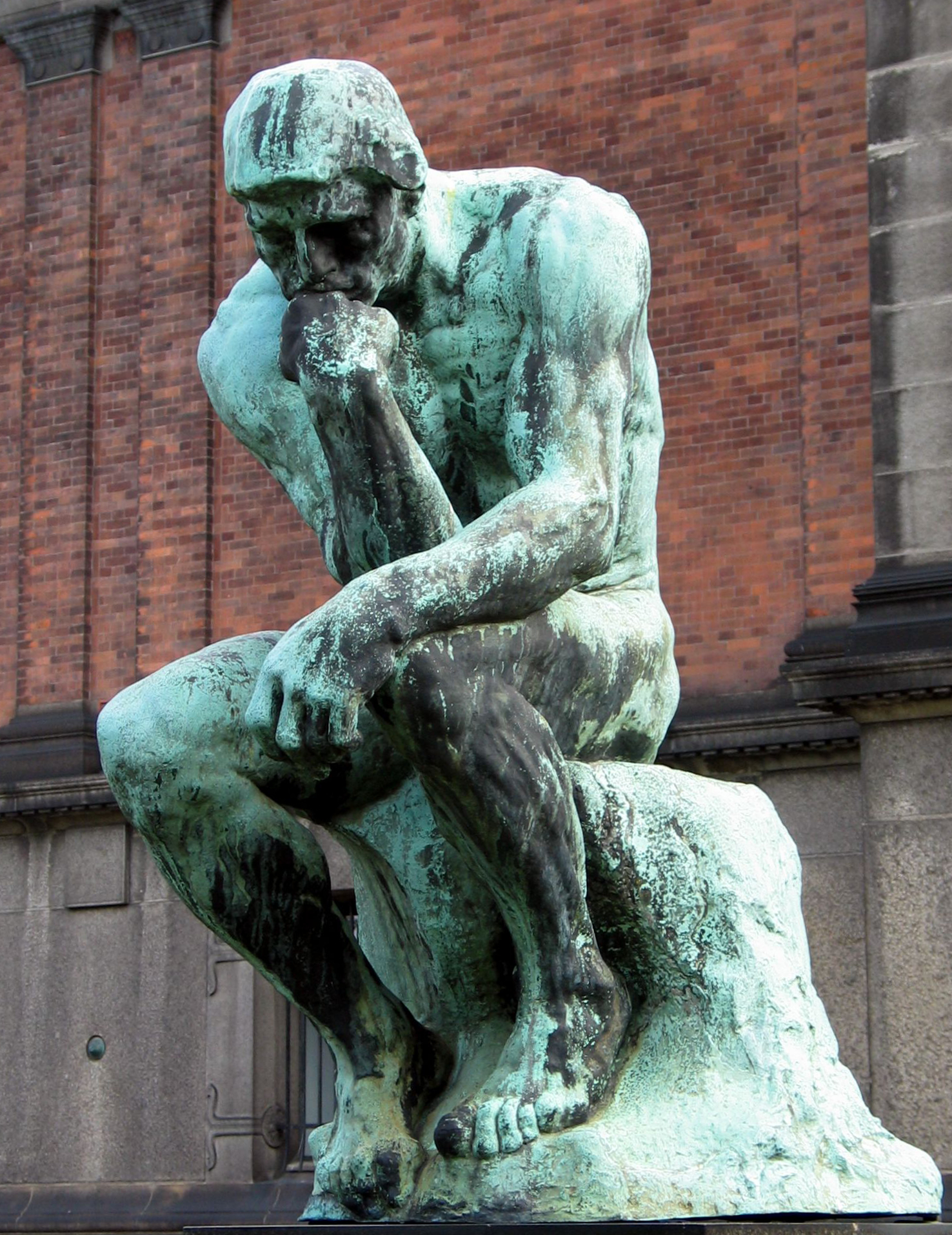

الاستنتاج هو العملية العقلية الاستعرافية للبحث عن سبب أو تفسير منطقي للحوادث بهدف الفهم أو دعم المعتقدات، أو استخراج عبر مفاهيم، أو أفعال أو مشاعر.
في الفلسفة، دراسة الاستنتاج تركز عادة على ما الذي يجعل عملية الاستنتاج كافية أو غير كافية، مناسبة أو لا، جيدة أو سيئة لتعطي نتائج صحيحة أو خاطئة. يقوم الفلاسفة بهذا البحث عن قواعد الاستنتاج الصحيح إما بفحص الشكل أو بنية الاستنتاج من خلال محاججات أو باعتبار الطرق الأعم المستعملة للوصول لأهداف الاستنتاج. على العكس علماء النفس يميلون لدراسة كيف يقوم الناس بالاستنتاج والمحاكمة، ما هي العمليات العقلية المساهمة في هذه الاجرائية، وكيف يتأثر الاستنتاج ببنية الدماغ.
الاستنتاج يدرس أيضا من لدن الرياضياتيين، اختصاصيي الذكاء الاصطناعي وعلماء الاستعراف.
يميز عادة بين ثلاثة أنواع من الاستنتاج :
- استنتاج قياسي
- استنتاج استقرائي
- استنتاج استنباطي